# Дамир Скомина
Дами́р Скоми́на (нар. 5 серпня 1976, Копер, Словенія) — словенський футбольний арбітр категорії ФІФА (з 2003 року). 

## Кар'єра
Суддею почав працювати 1994 року. Дебютував на міжнародній арені 30 квітня 2003 року, обслуговував матч між збірними Угорщини та Люксембурґу. Судив матчі молодіжного чемпіонату Європи 2007 року (включаючи фінальний поєдинок), матчі (включаючи півфінальну гру) Олімпійського футбольного турніру на Літніх Олімпійських іграх 2008 в Пекіні, Китай, був четвертим рефері на Євро 2008. Окрім словенської мови володіє англійською й італійською. 
Включений до списку арбітрів чемпіонату Європи 2012 .
1 березня 2016 увійшов до складу суддівської бригади для обслуговування матчів чемпіонату Європи з футболу 2016.
З 2016 року залучений до обслуговування відбіркових матчів чемпіонату світу 2018.
24 травня 2017 обслуговував фінальний матч Ліги Європи 2016—2017 між нідерландським «Аяксом» та англійським «Манчестер Юнайтед». Перемогу з рахунком 2–0 здобув англійський клуб.
Влітку 2017 обслуговував матчі Кубка конфедерацій, що проходив у Росії.

## Взаємовідносини Скомини з українським футболом
Скомина неодноразово судив матч за участю збірної України. Свого часу він працював на виїзному матчі «синьо-жовтих» у відборі до Євро-2008 на Фарерах (2:0). Також він обслуговував матч Україна—Англія (1:0) і товариський поєдинок Україна—Нідерланди (1:1).
26 жовтня 2008 року він приїжджав до України обслуговувати поєдинок Прем'єр-ліги між донецьким «Металургом» і харківським «Металістом» (0:2).
Окрім того, Скомина має досвід роботи з українськими командами в єврокубках. Зокрема, у серпні 2007 року він зафіксував поразку донецького «Шахтаря» у виїзному поєдинку кваліфікації Ліги чемпіонів проти австрійського «Ред Булла» (0:1), а в лютому 2009-го сповістив про підсумкову перемогу київського «Динамо» над іспанською «Валенсією» в 1/16 фіналу Кубку УЄФА (2:2 і прохід киян).